# Blood on the Sun
Blood on the Sun is een Amerikaanse oorlogsfilm uit 1945 onder regie van Frank Lloyd. Destijds werd de film in Nederland uitgebracht onder de titel Drakenklauwen.

## Verhaal
De Amerikaanse verslaggever Nick Condon is werkzaam in Tokio aan de vooravond van de Tweede Wereldoorlog. Hij publiceert een controversieel artikel over de expansiepolitiek van Japan. Als de Japanse geheime politie wil dat hij zijn bronnen kenbaar maakt, weigert Nick op dat verzoek in te gaan. Hij hoort dat de auteurs van het artikel zijn vermoord en gaat op onderzoek uit. Vervolgens wordt hij zelf beschuldigd van de dubbele moord.

## Rolverdeling
| Acteur           | Personage             |
| ---------------- | --------------------- |
| James Cagney     | Nick Condon           |
| Sylvia Sidney    | Iris Hilliard         |
| Porter Hall      | Arthur Bickett        |
| John Emery       | Premier Giichi Tanaka |
| Robert Armstrong | Kolonel Hideki Tojo   |
| Wallace Ford     | Ollie Miller          |
| Rosemary DeCamp  | Edith Miller          |
| John Halloran    | Kapitein Oshima       |
| Leonard Strong   | Hijikata              |
| James Bell       | Charley Sprague       |
| Marvin Miller    | Yamada                |
| Rhys Williams    | Joseph Cassell        |
| Frank Puglia     | Prins Tatsugi         |

## Prijzen en nominaties
| Jaar | Prijs  | Categorie              | Genomineerde(n)              | Uitslag  |
| ---- | ------ | ---------------------- | ---------------------------- | -------- |
| 1945 | Oscars | Beste productieontwerp | Wiard Ihnen A. Roland Fields | Gewonnen |